# 藤澤遥
藤澤 遥（ふじさわ はるか、2005年3月20日 - ）は、日本の元子役。東京都出身。以前アミューズに所属していた。

## 略歴・人物
小学5年生の夏に、夏休みの思い出作りにと母が応募したオーディションに合格して、芸能活動を開始。
2016年の『トットてれび』（NHK）では黒柳徹子の幼少期を演じ、『メディカルチーム レディ・ダ・ヴィンチの診断』（フジテレビ系）では吉田羊との共演で話題となった。
趣味は読書、ゲーム。特技はクライミング（ボルダリング）、水泳。クライミング（ボルダリング）は家の近くのジムができたこときっかけに小学5年生の春から習い始め、週3～4回のペースでジムに通う。
憧れの人は、山登りなどさまざまな難題に挑戦するイモトアヤコで、いつかバラエティ番組にも出演してみたいと語る。

## 出演

### テレビドラマ
- トットてれび（2016年4月30日 - 6月18日、NHK総合） - 黒柳徹子（7歳、小学生、11歳） 役[4]
- ON 異常犯罪捜査官・藤堂比奈子（2016年7月12日 - 9月6日、関西テレビ・フジテレビ） - 藤堂比奈子（幼少期） 役
- メディカルチーム レディ・ダ・ヴィンチの診断（2016年10月11日 - 12月13日、関西テレビ・フジテレビ） - 橘真央 役
- 母になる（2017年4月12日 - 6月14日、日本テレビ） - 西原繭 役

### 映画
- まく子（2019年） - 若木ソラ 役

### CM
- 味の素 うま味調味料「味の素」 「発酵の力」篇（2016年4月 - ）